# Celes skalozubovi
Celes skalozubovi är en insektsart som beskrevs av Adelung 1906. Celes skalozubovi ingår i släktet Celes och familjen gräshoppor.

## Underarter
Arten delas in i följande underarter:
- C. s. skalozubovi
- C. s. akitanus